# Bilitis
Bilitis je francouzský hraný film z roku 1977, který režíroval David Hamilton podle scénáře Catherine Breillat, inspirovaného básněmi Pierra Louÿse. Snímek měl světovou premiéru dne 16. března 1977.

## Děj
Sedmnáctiletá Bilitis je studentkou internátní školy. Krátce před letními prázdninami, které tráví se svou vdanou kamarádkou Melissou, se Bilitis zamiluje do fotografa, ale neodváží se udělat první krok. Je svědkem násilí, kdy Pierre nutí svou manželku Melissu k sexuálnímu styku. Obě následně začnou udržovat milostný vztah, který Melissa po krátké době ukončí. Bilitis si uvědomí, že to není ona, ale její kamarádka, kdo potřebuje fotografa, a vrátí se do internátní školy, aniž by našla svou lásku.

## Obsazení
| Patti D'Arbanville | Bilitis                |
| Mona Kristensen    | Melissa                |
| Bernard Giraudeau  | fotograf Lucas Mercier |
| Gilles Kohler      | Pierre                 |
| Mathieu Carrière   | Nikias                 |
| Madeleine Damien   | Nanny                  |
| Catherine Leprince | Hélène                 |